# Jupiaba zonata
Jupiaba zonata és una espècie de peix de la família dels caràcids i de l'ordre dels caraciformes.

## Morfologia
- Els mascles poden assolir 4,7 cm de llargària total.[5]

## Hàbitat
Viu en zones de clima tropical entre 20 °C - 25 °C de temperatura.

## Distribució geogràfica
Es troba a Sud-amèrica, a les conques del  riu Negro i Amazones.